# Hamza Alaa
Hamza Alaa Abdullah Hussein (in arabo حمزة علاء‎?; Il Cairo, 1º marzo 2001) è un calciatore egiziano, portiere dell'Al-Ahly.

## Carriera

### Club
Alaa è cresciuto nel settore giovanile dell'Al-Ahly ed ha debuttato in prima squadra il 30 agosto 2022 giocando gli ultimi quindici minuti dell'incontro di Prima Lega vinto 4-0 contro il Ceramica Cleopatra.

### Nazionale
Ha giocato nella nazionale egiziana Under-23.
Nel 2024 è stato convocato dalla nazionale olimpica egiziana per partecipare ai Giochi della XXXIII Olimpiade.

## Statistiche

### Presenze e reti nei club
Statistiche aggiornate al 24 luglio 2024.
| Stagione        | Squadra         | Campionato      | Campionato | Campionato | Coppe nazionali | Coppe nazionali | Coppe nazionali | Coppe continentali | Coppe continentali | Coppe continentali | Altre coppe   | Altre coppe | Altre coppe | Totale | Totale | Totale |
| Stagione        | Squadra         | Comp            | Pres       | Reti       | Comp            | Pres            | Reti            | Comp               | Pres               | Reti               | Comp          | Pres        | Reti        | Pres   | Reti   |        |
| --------------- | --------------- | --------------- | ---------- | ---------- | --------------- | --------------- | --------------- | ------------------ | ------------------ | ------------------ | ------------- | ----------- | ----------- | ------ | ------ | ------ |
| 2020-2021       | Al-Ahly         | 1L              | 0          | 0          | CE              | 0               | 0               |                    | -                  | -                  |               | -           | -           | 0      | 0      |        |
| 2021-2022       | Al-Ahly         | 1L              | 1          | 0          | CE              | 0               | 0               | CCL                | 0                  | 0                  | SC+Cmc        | -           | -           | 1      | 0      |        |
| 2022-2023       | Al-Ahly         | 1L              | 0          | 0          | CE              | 0               | 0               | CCL                | 0                  | 0                  | SE+Cmc        | 0           | 0           | 0      | 0      |        |
| 2023-2024       | Al-Ahly         | 1L              | 0          | 0          | CE              | 0               | 0               | CCL                | 0                  | 0                  | SE+SC+AFL+Cmc | 0           | 0           | 0      | 0      |        |
| Totale carriera | Totale carriera | Totale carriera | 1          | 0          |                 | 0               | 0               |                    | 0                  | 0                  |               | 0           | 0           | 1      | 0      |        |

## Palmarès

### Club

#### Competizioni nazionali
- Campionato egiziano: 3

Al-Ahly: 2022-2023, 2023-2024, 2024-2025
- Coppa d'Egitto: 2

Al-Ahly: 2021-2022, 2022-2023
- Supercoppa d'Egitto: 4

Al-Ahly: 2021, 2022, 2023, 2024

#### Competizioni internazionali
- Supercoppa CAF: 1

Al-Ahly: 2021
- CAF Champions League: 2

Al-Ahly: 2022-2023, 2023-2024
- Coppa Intercontinentale FIFA - Coppa Africa-Asia-Pacifico: 1

Al-Ahy: 2024